# Теодор Койчинов
Теодор Койчинов е български певец и радио водещ, придобил популярност с участието си в първия сезон на „Мюзик Айдъл“, член е на група „Импулс“, и е водещ на предаването „Шоуто на Тео“ по Радио Фреш.

## Биография
Койчинов е роден на 26 юли 1980 г. в град Стара Загора, Народна република България. Занимава се с пеене е музика от 4-годишна възраст. Завършва техникума по обществено хранене „Райна Княгиня” и националната музикална академия „Проф. Панчо Владигеров“ със специалност „Поп и джаз пеене“. Койчинов е братовчед на актьора Иван Матев.
В средата на 21-ви век печели конкурса „Хит минус едно“, излъчен по Канал 1 на Българската национална телевизия.
През 2007 г. участва в първия сезон на музикалното риалити „Мюзик Айдъл“ по Би Ти Ви, където завършва на второ място след победителката Невена Цонева. През ноември същата година записва първата си песен, „Аз и ти/Ти и аз“.
През 2012 г. е вокалист на рок групата „Импулс“, а в същата година основава собствена група – „Теофория“ до 2014 г.
Той е водещ на радиопредаването „Шоуто на Тео“ по Радио Фреш.

### Кариера в дублажа
Койчинов често озвучава певчески части на анимационни филми и сериали. През 2004 г. озвучава Мики Маус (заместващ Никола Колев), през 2013 г. – изпълнява на български песните на Олаф в анимационната поредица „Замръзналото кралство“, а през 2024 г. озвучава уинския принц Фийеро Тигелаар във фентъзи филма „Злосторница“.
| Актьор         | Филм/Сериал | Роля                               |
| -------------- | --- | ---------------------------------- |
| Джош Гад       | Замръзналото кралство Замръзналото кралство 2 Треска по Замръзналото кралство Замръзналото кралство: Коледа с Олаф | Олаф (вокал)                       |
| Джонатан Бейли | Злосторница Злосторница: Част втора Джурасик свят: Прераждане                                                      | Фийеро Тигелаар Доктор Хенри Лумис |
| Уейн Олуайн    | Вълшебната Коледа на Мики Коледната песен на Мики                                                                  | Мики Маус Мики Маус (Боб Крачит)   |
| Уолт Дисни     | Почистване на часовника Малката вихрушка Мики в Австралия                                                          | Мики Маус                          |

## Песни
1. 2008 – „Аз и ти/Ти и аз“[5][6]
2. 2009 – „Вече нямам план“[10][11][12]